# Cauliflore

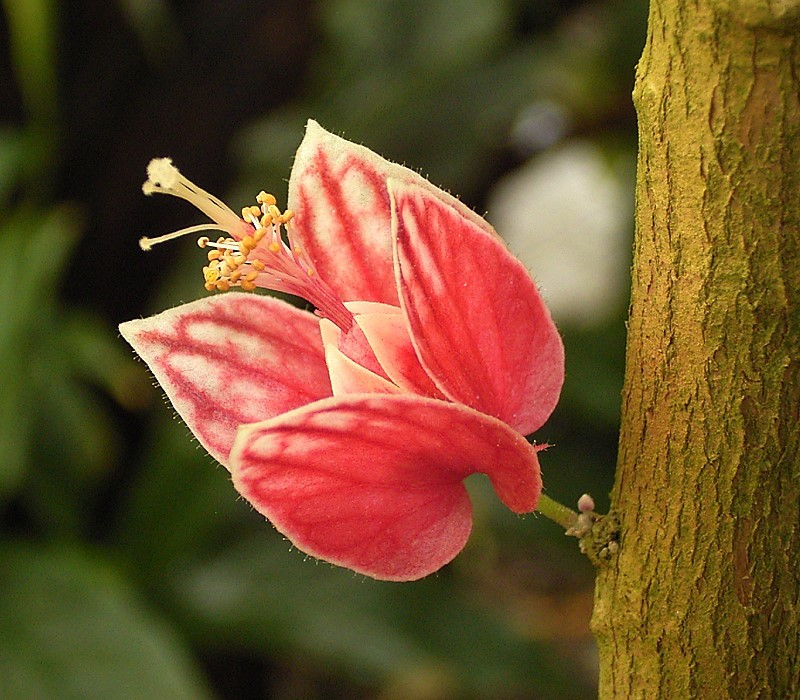
Fleur de Pavonia strictiflora, poussant directement sur le tronc de l'arbre.

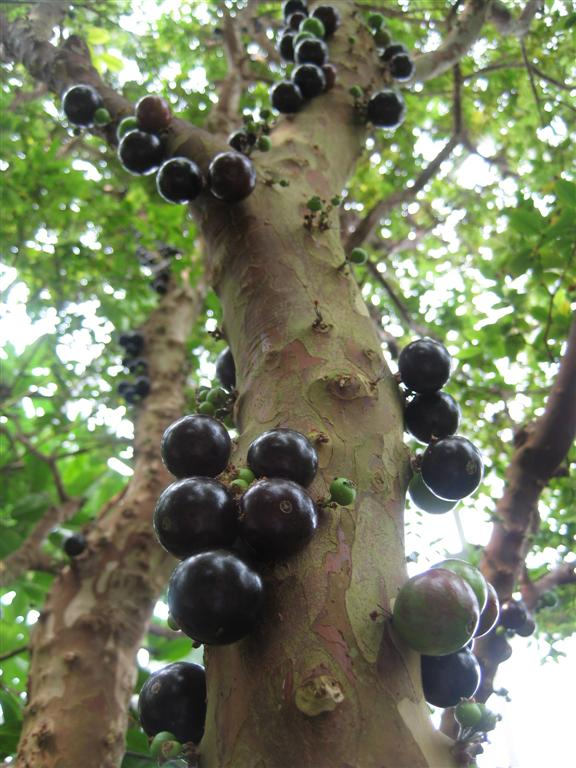
Fruits de Jaboticaba (Plinia cauliflora) le long du tronc.

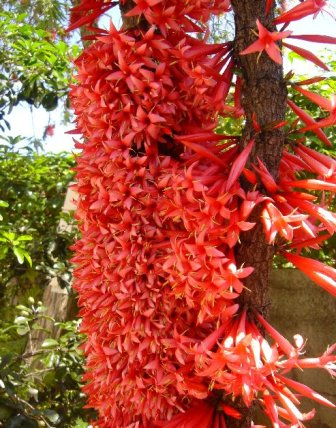
Floraison dIxora margaretae

En botanique, une plante cauliflore (du latin caulis, « tronc » ou « tige », avec le suffixe -flore, « fleur ») est une plante dont les fleurs ou les fruits poussent directement sur le tronc (phénomène de cauliflorie) ou les branches (phénomène de ramiflorie) et non pas sur des tiges comme c'est le cas pour la plupart des végétaux. C'est généralement une caractéristique des arbres tropicaux.
Cela permet que la pollinisation ou la dispersion des graines soient assurées par des animaux qui ne sont ni des oiseaux, ni arboricoles. C'est ainsi que la cauliflorie a pu être considérée comme une adaptation à la cheiroptérogamie, tout en ayant aussi été envisagée parfois comme la persistance d'une structure archaïque.
Cela peut donner aussi des fruits très gros et très visibles. C'est le cas du jacquier, dont les fruits peuvent atteindre un mètre de long et un poids de 50 kg.
Les plantes cauliflores les plus connues sont l'arbre de Judée (Cercis siliquastrum), le cacaoyer (Theobroma cacao) et des arbres à fruits tropicaux tels que le papayer (Carica papaya) et le durian (Durio zibethinus).

## Exemples
- Artocarpus heterophyllus (Jacquier)
- Artocarpus integer (Cempedak)
- Carica papaya (Papayer)
- Cercis spp., notamment C. siliquastrum (Arbre de Judée)
- Crescentia cujete (Calebassier)
- Cynometra cauliflora (Nam-nam)
- Drypetes natalensis
- Durio spp., notamment D. zibethinus (Durian commun)
- Dysoxylum et notamment D.parasiticum et D.spectabile
- Englerophytum magalismontanum (ou Stamvrug)
- Ficus sycomorus (Figuier sycomore)
- Ficus sansibarica
- Ficus sur
- Ficus racemosa (ou Ficus glomerata)
- Ficus virens (Figuier blanc)
- Halleria lucida (Fuchsia en arbre)
- Ixora margaretae (ou "fontaine piment", ou encore Captaincookia)
- Plinia cauliflora (Jaboticaba)
- Napoleonaea imperialis
- Sirdavidia solannona
- Stelechocarpus burahol (Kepel ou Burahol)
- Syzygium tels que S. moorei et S. cormiflorum
- Theobroma cacao (Cacaoyer cauliflore et ramiflore)
- Theobroma grandiflorum (Cupuaçu)

## Galerie

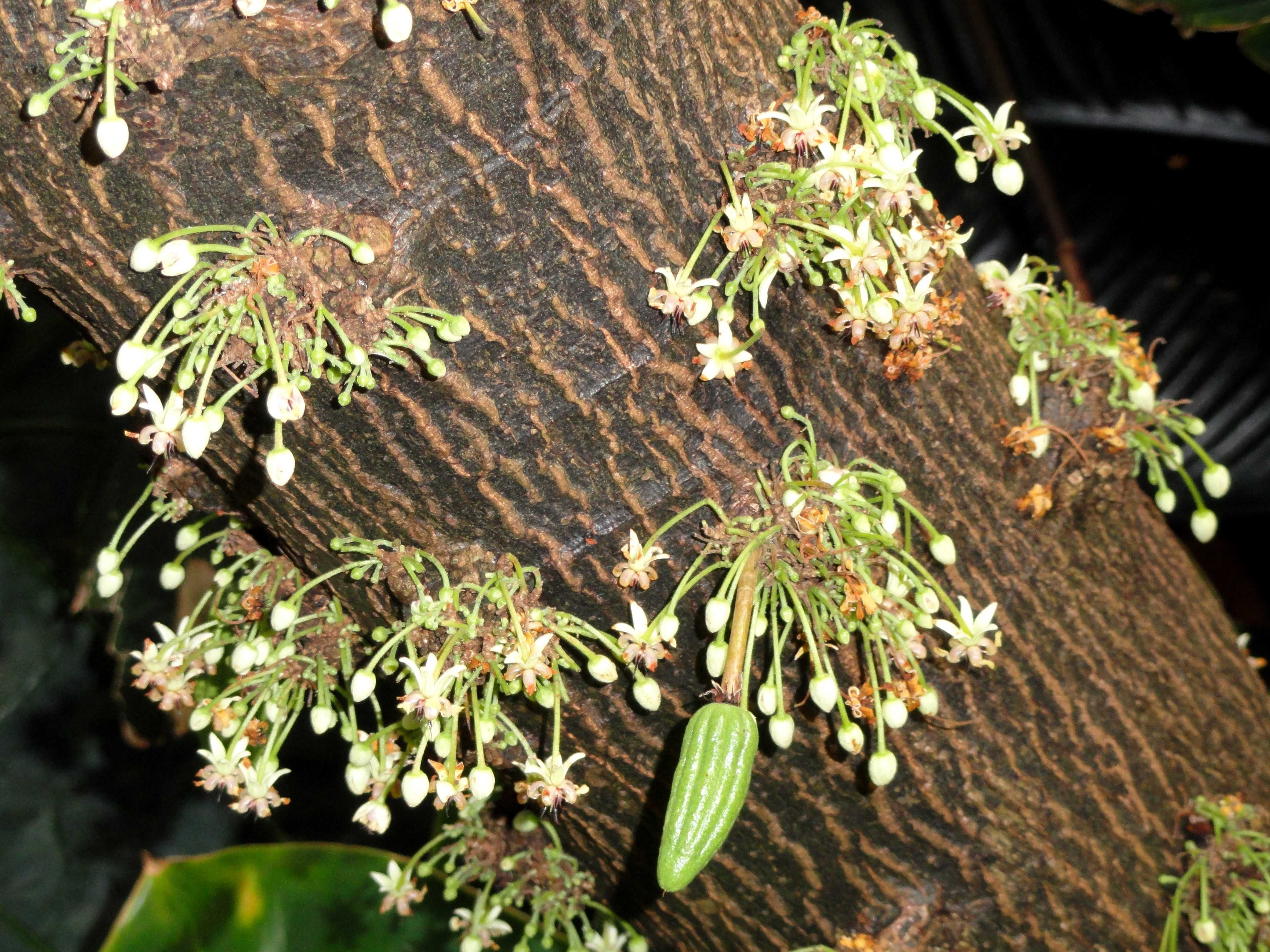
Cacaoyer en floraison
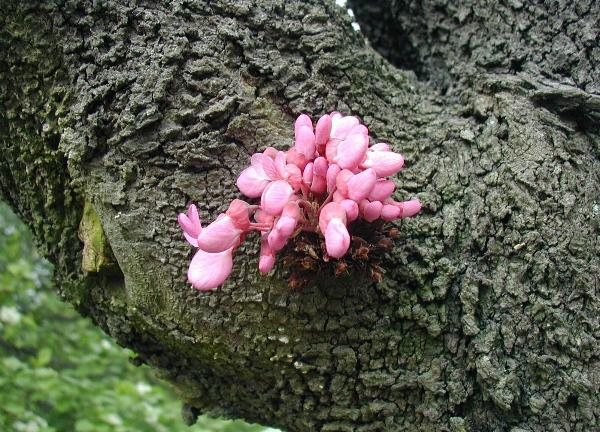
Arbre de Judée en floraison
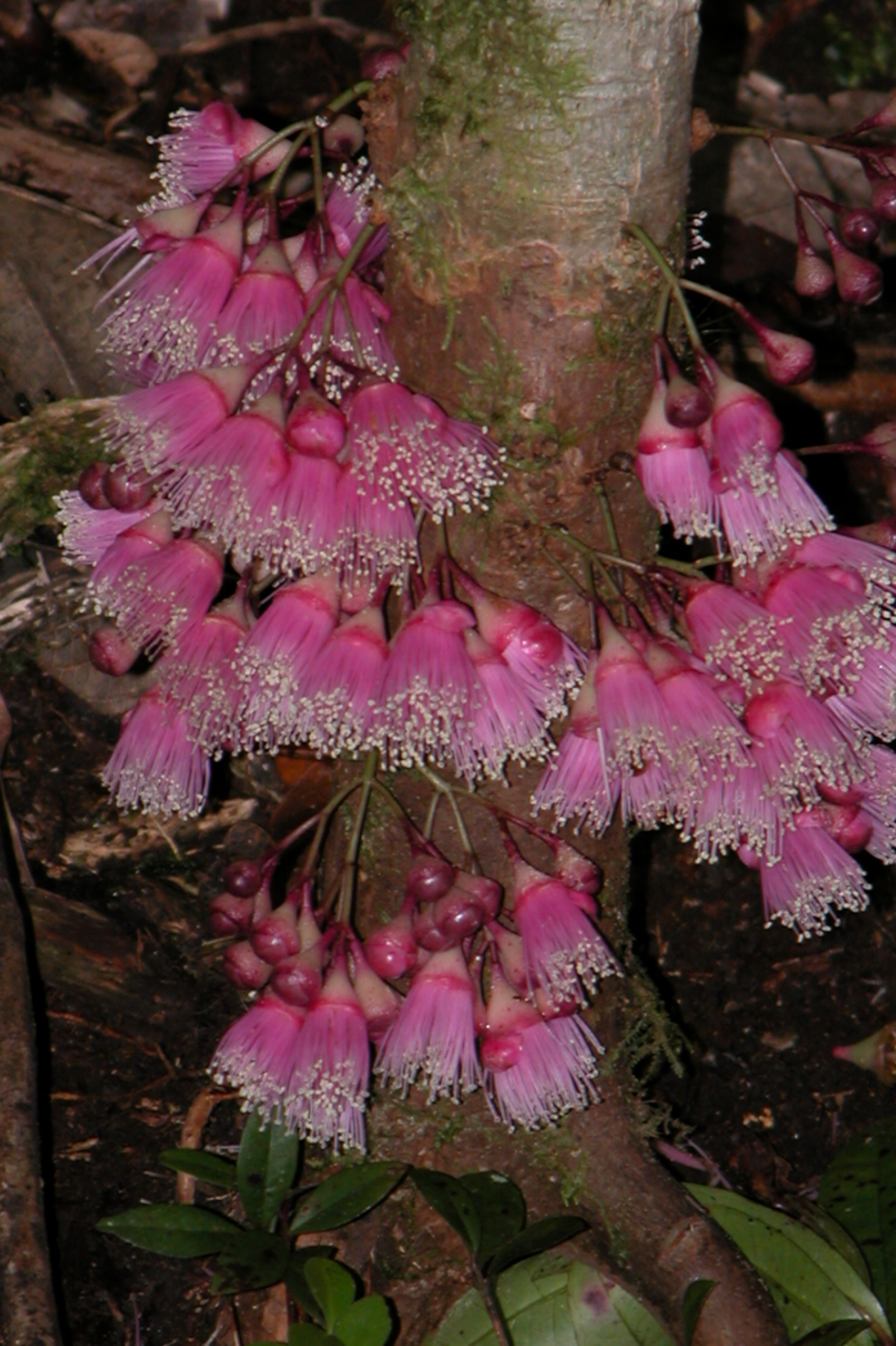
Bois de pomme en floraison
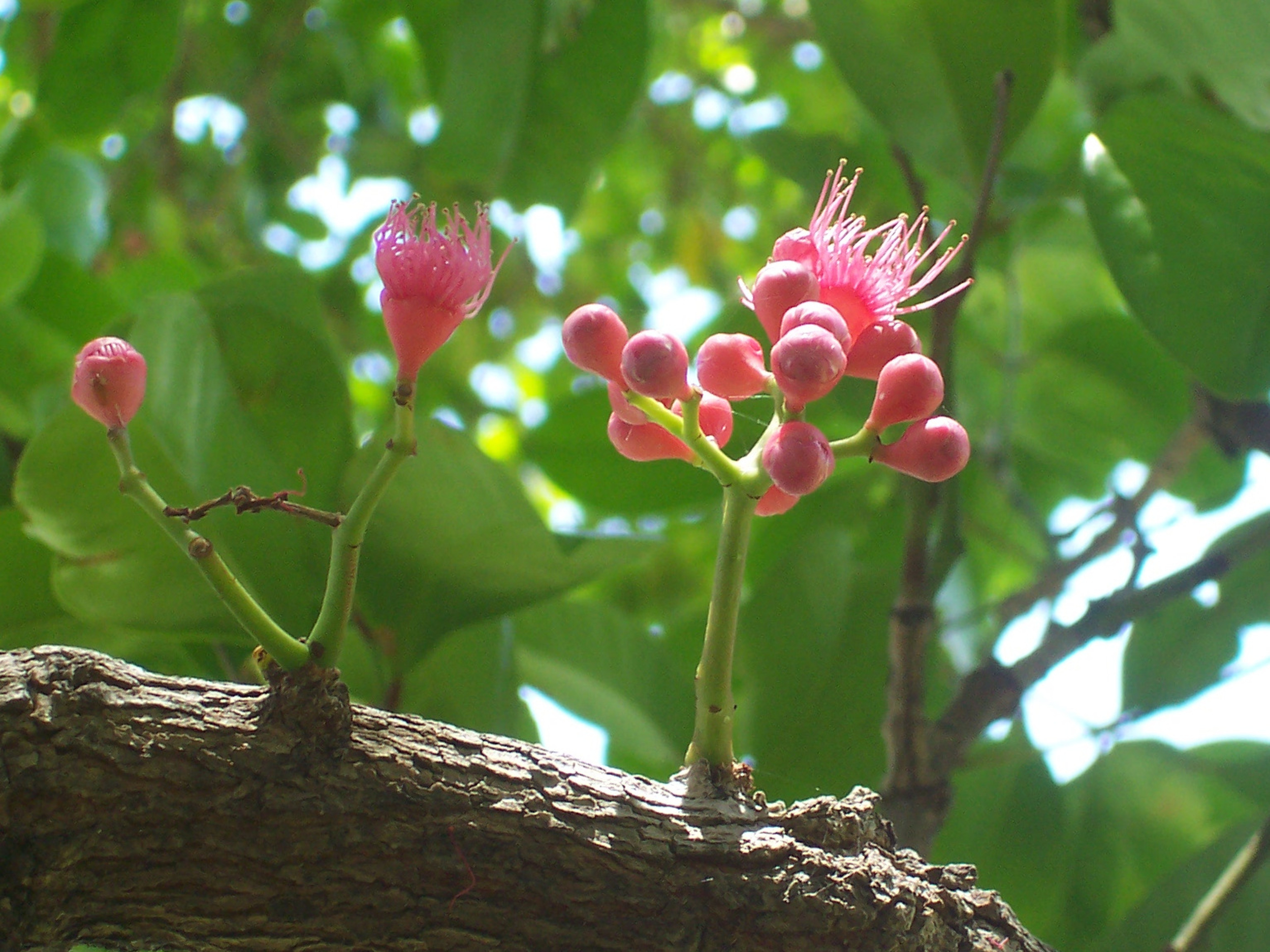
Fleurs de Syzygium moorei (Australie) poussant directement sur une branche horizontale
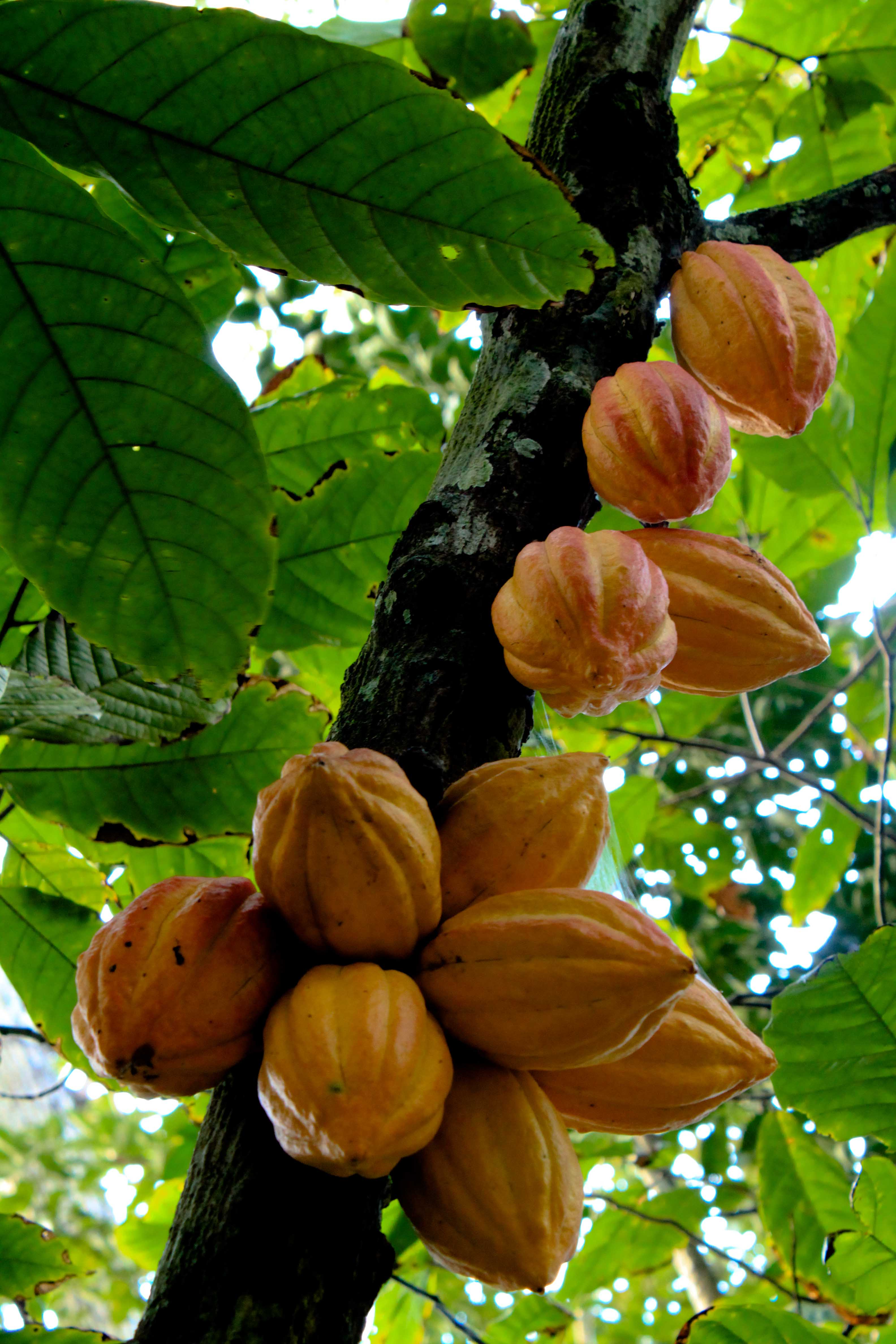
Cacaoyer en fructification
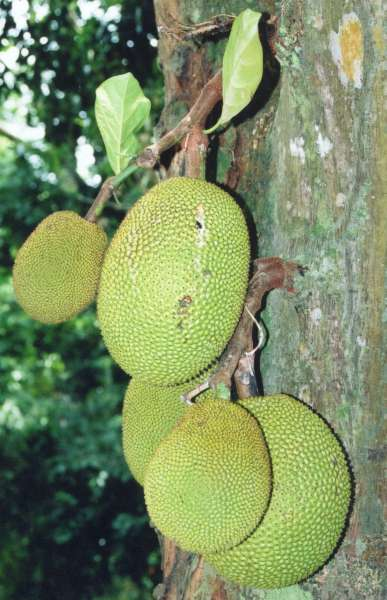
Fruits de Jacquier
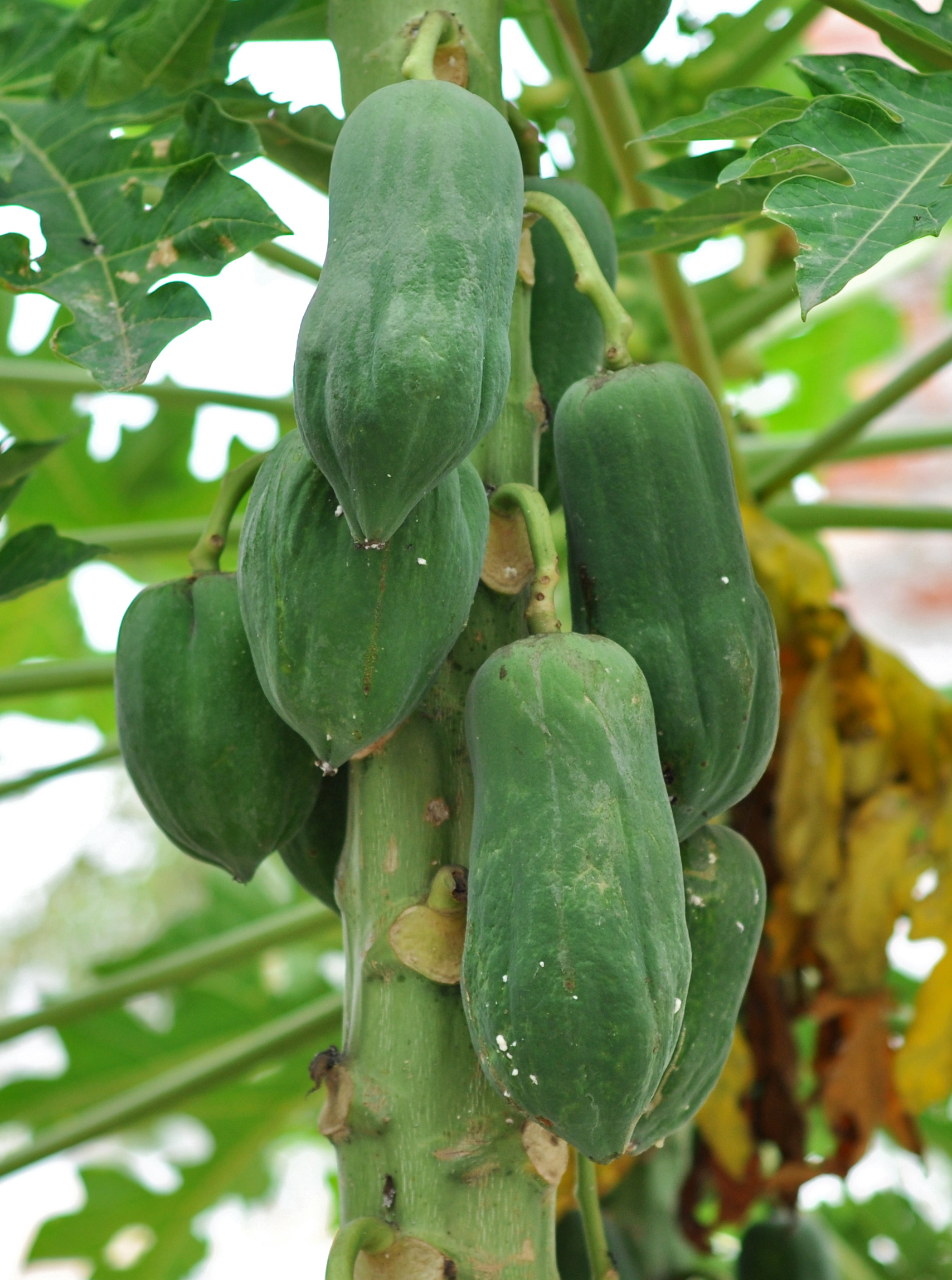
Papayer en fructification
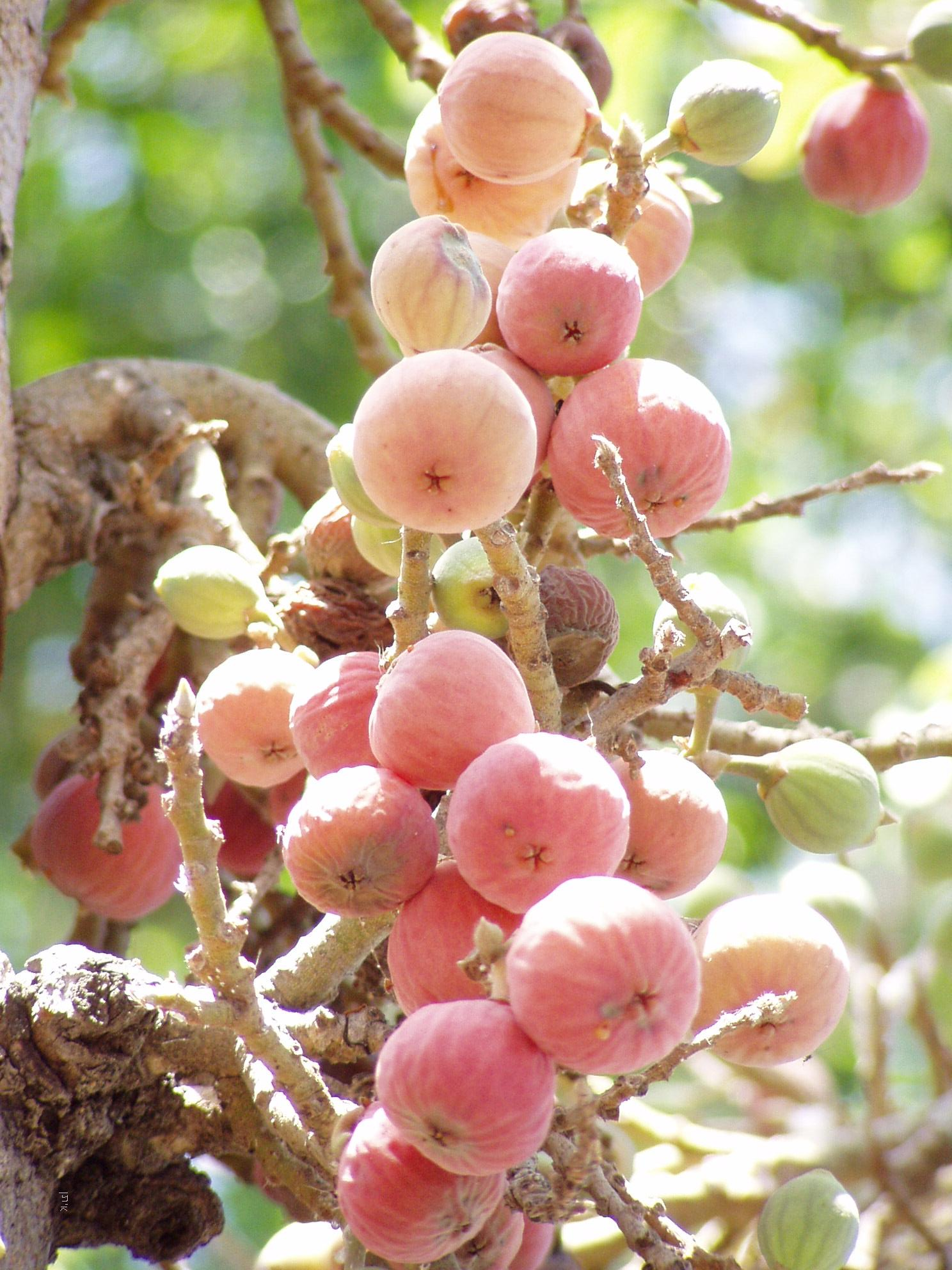
Figuier sycomore en fructification